# Nécropole nationale de Saint-Pol-sur-Ternoise
La nécropole nationale de Saint-Pol-sur-Ternoise est un cimetière militaire français situé sur le territoire de la commune de Saint-Pol-sur-Ternoise, dans le département du Pas-de-Calais.

## Historique
Le cimetière militaire de Saint-Pol rassemble des corps de soldats français tombés au cours des batailles d’Artois.

## Caractéristiques
La nécropole, qui jouxte le cimetière communal Est, compte 724 tombes individuelles de soldats français et une tombe de soldat belge.
Un cimetière militaire britannique relie la nécropole nationale au cimetière communal est.

## Annexes

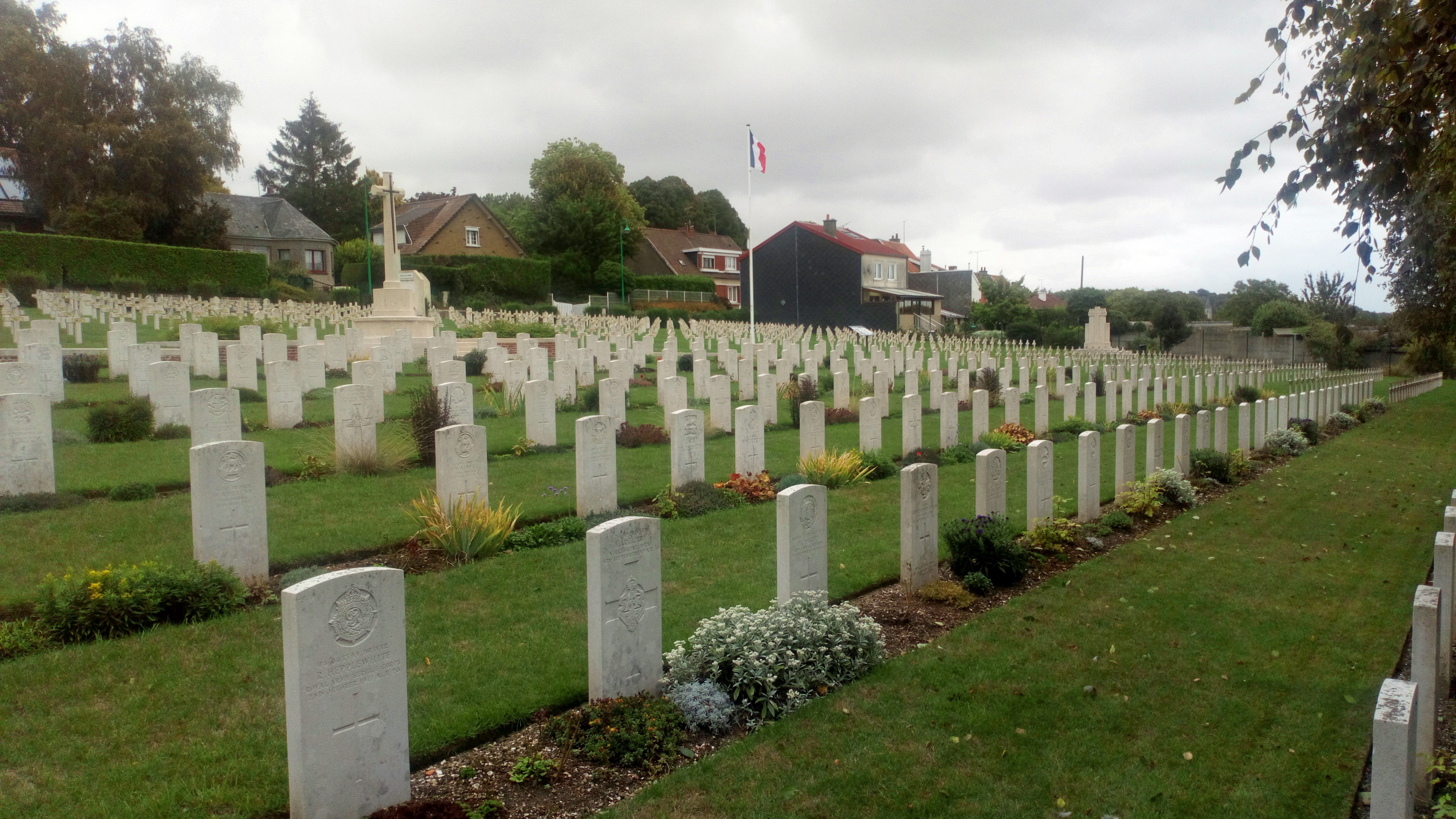
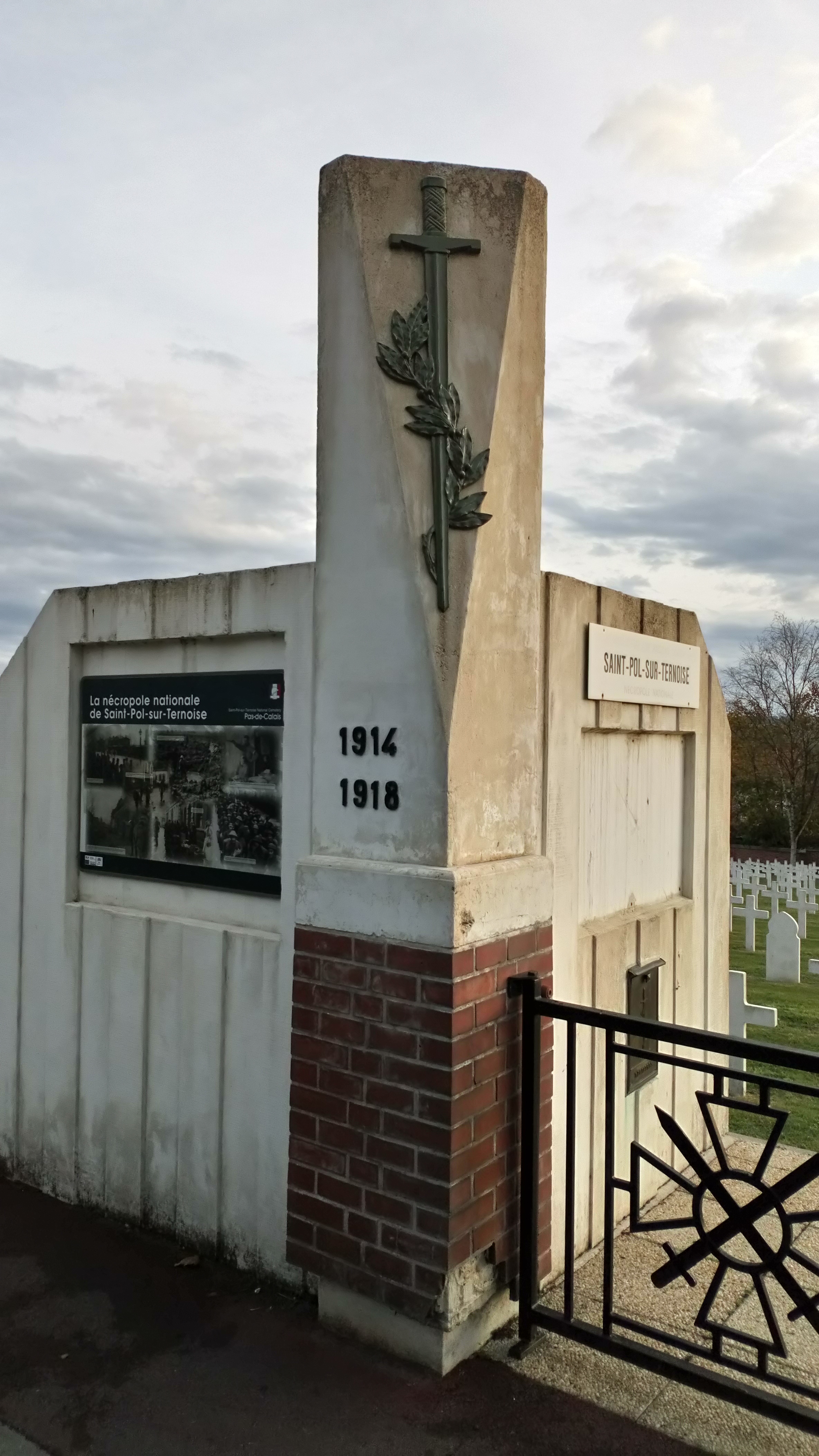
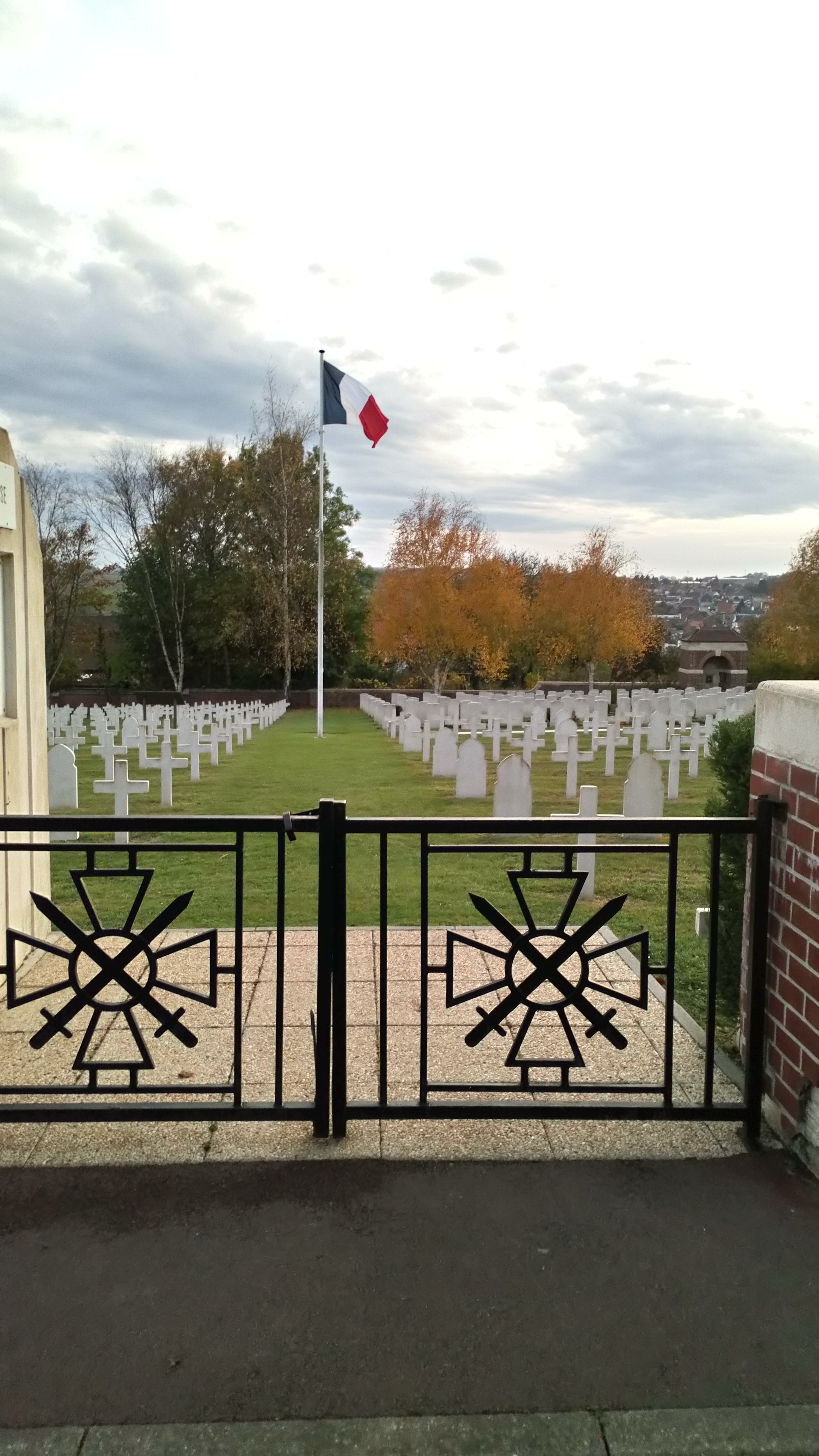